# Fara v Osicích
Fara v Osicích pocházející z poloviny 18. století se nalézá vedle kostela Nanebevzetí Panny Marie v obci Osice v okrese Hradec Králové. Barokní fara je chráněna jako kulturní památka ČR. Národní památkový ústav tuto faru uvádí v katalogu památek pod rejstříkovým číslem ÚSKP 21103/6-679.

## Popis
Budova fary stojí v bývalé farní zahradě na návsi severovýchodně od kostela. V ohradní zdi na jihozápadním nároží je zděná oblouková brána s novodobými vraty, vlevo od ní je do ohradní zdi zazděn kamenný smírčí kříž. Na sever od budovy fary se nalézá kamenný špýchar. 
V 1. patře fary se dochovaly pozdně klasicistní malby.
V bývalé jídelně osické fary se nalézá Pamětní síň skladatele české národní hymny Františka Škroupa. Jsou zde vystaveny se zde památky celé rodiny Škroupů, obzvláště pak Františka Škroupa.

## Galerie

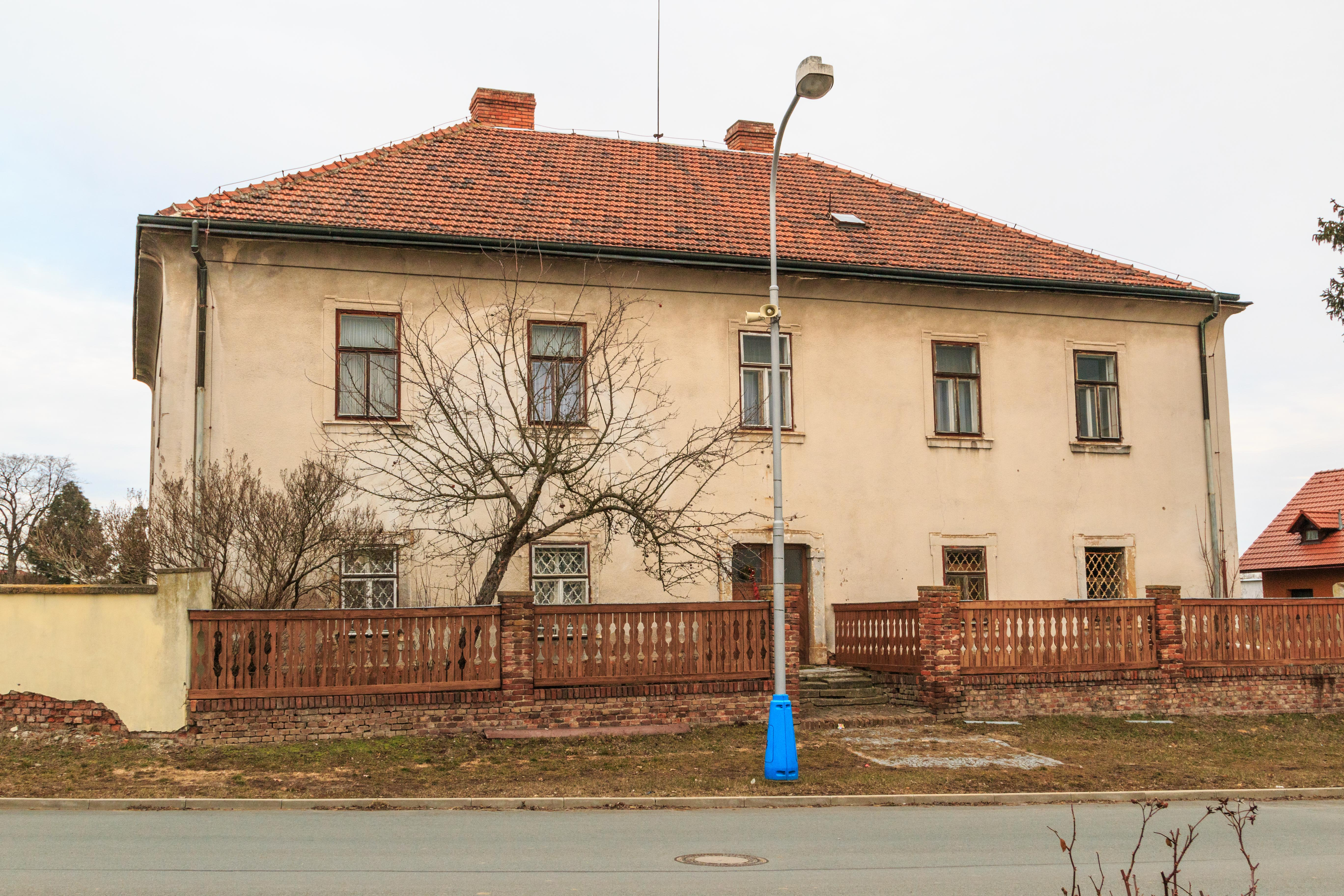
Fara v Osicích
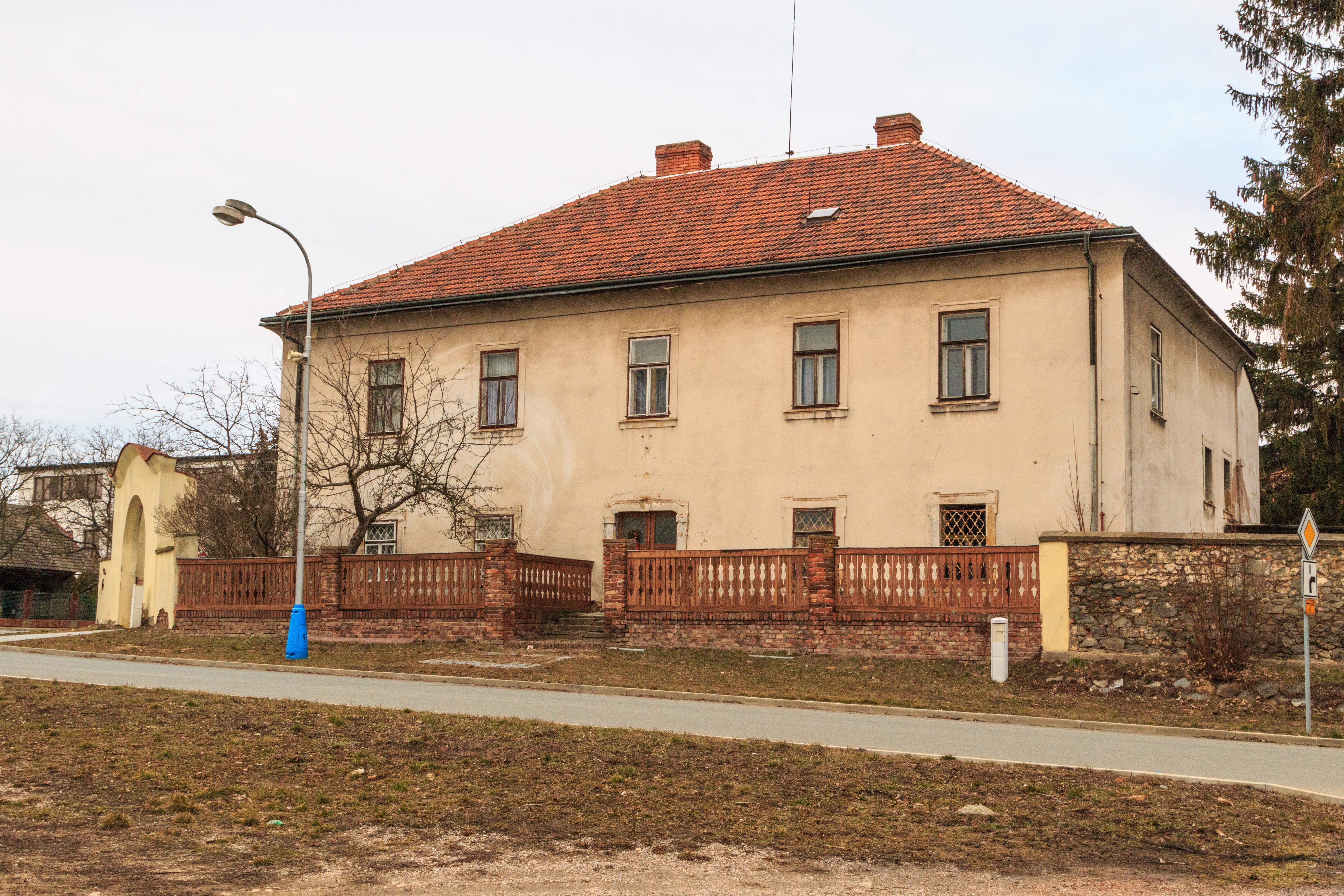
Fara v Osicích
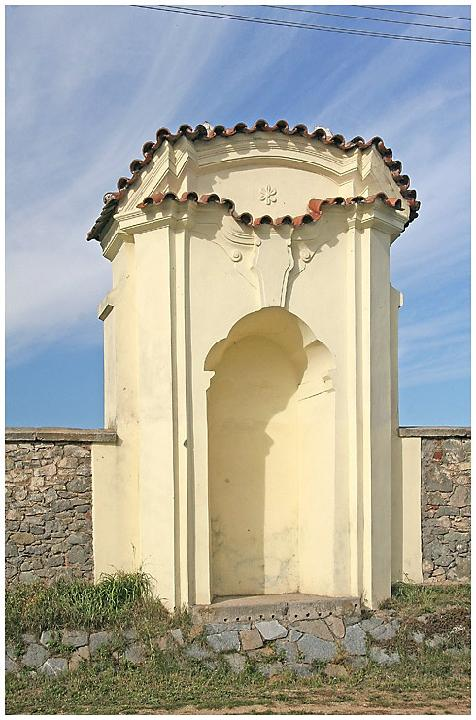
Výklenková kaple v ohradní zdi fary v Osicích
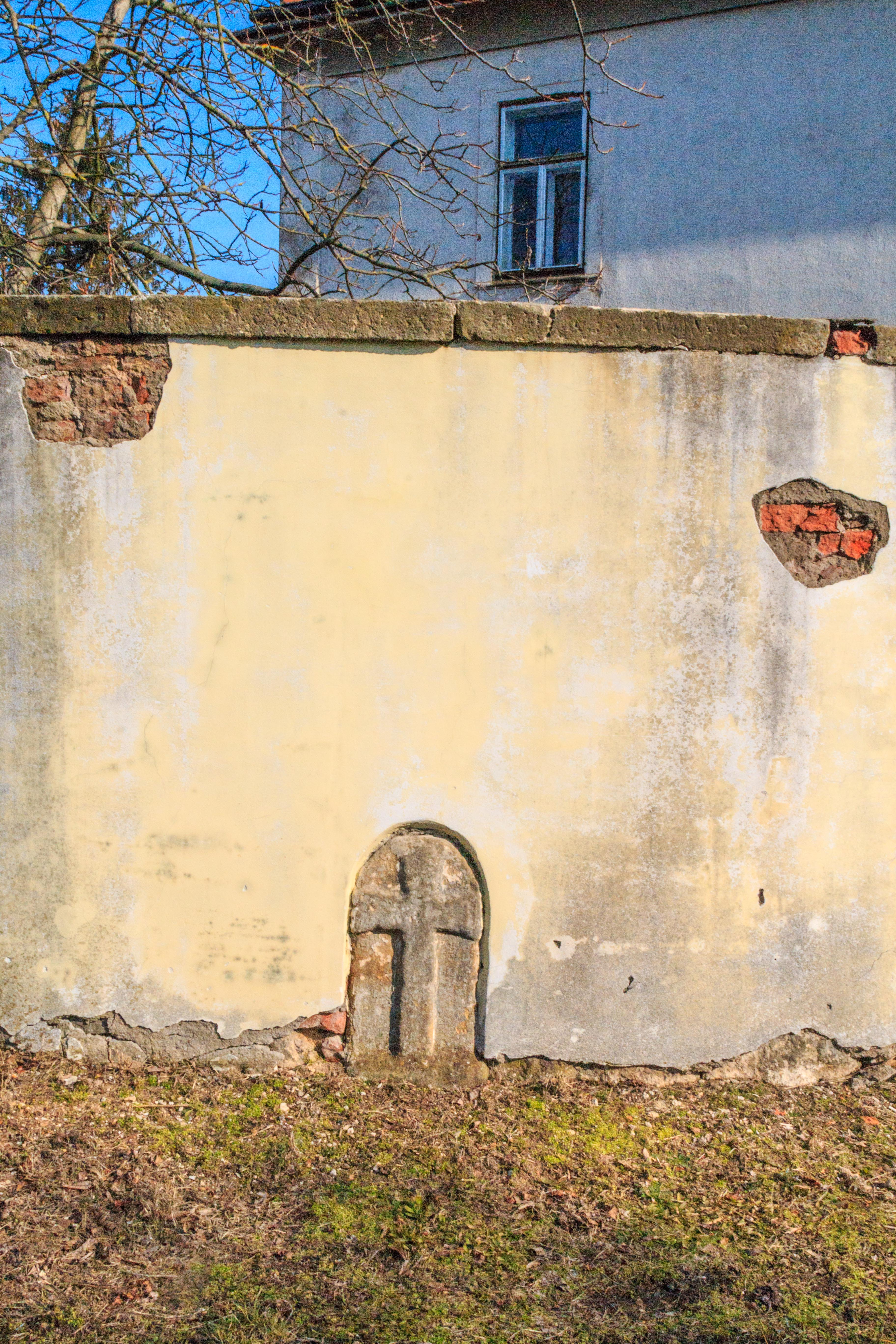
Smírčí kříž v ohradní zdi fary v Osicích